# Naturschutzgebiet Gruber Forst
Koordinaten: 53° 43′ 24″ N, 12° 34′ 29″ O

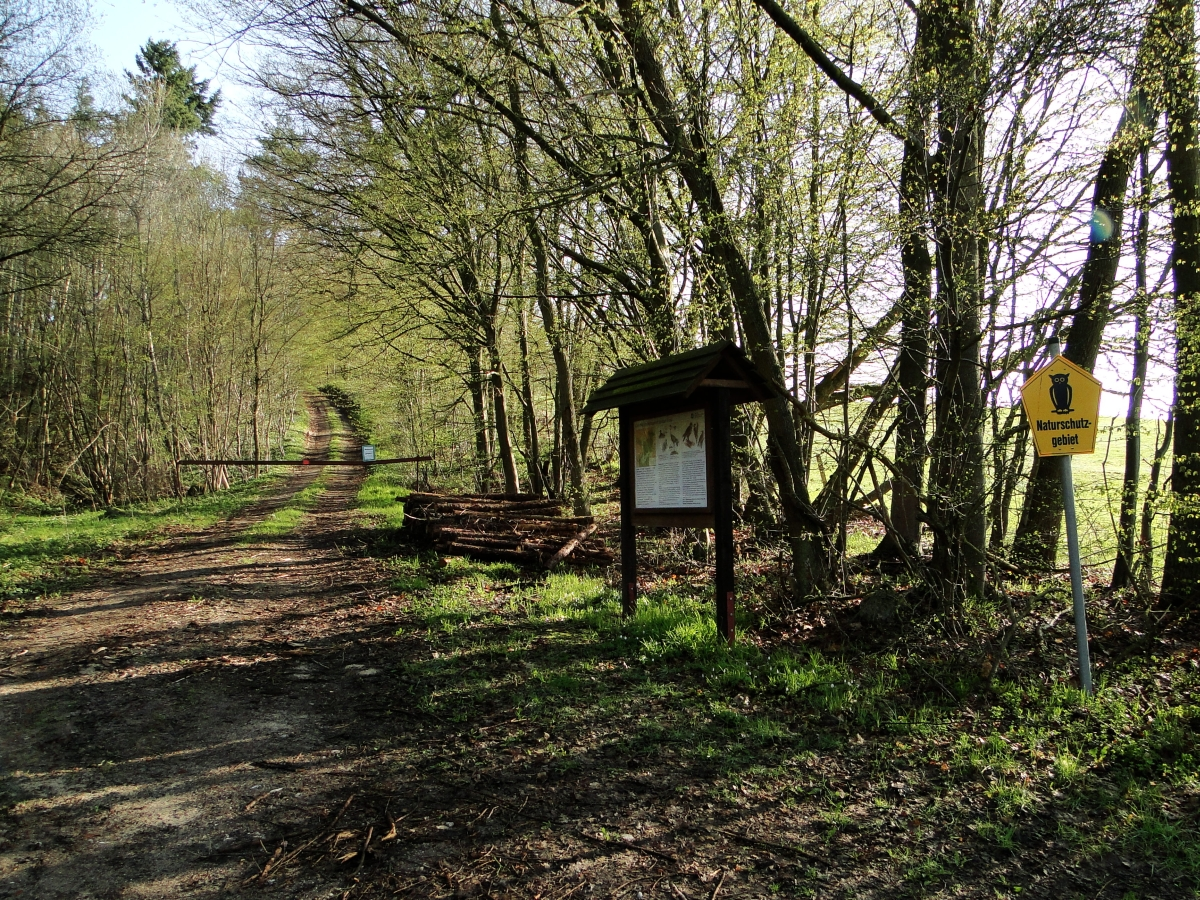
Westteil des NSG – Infotafel

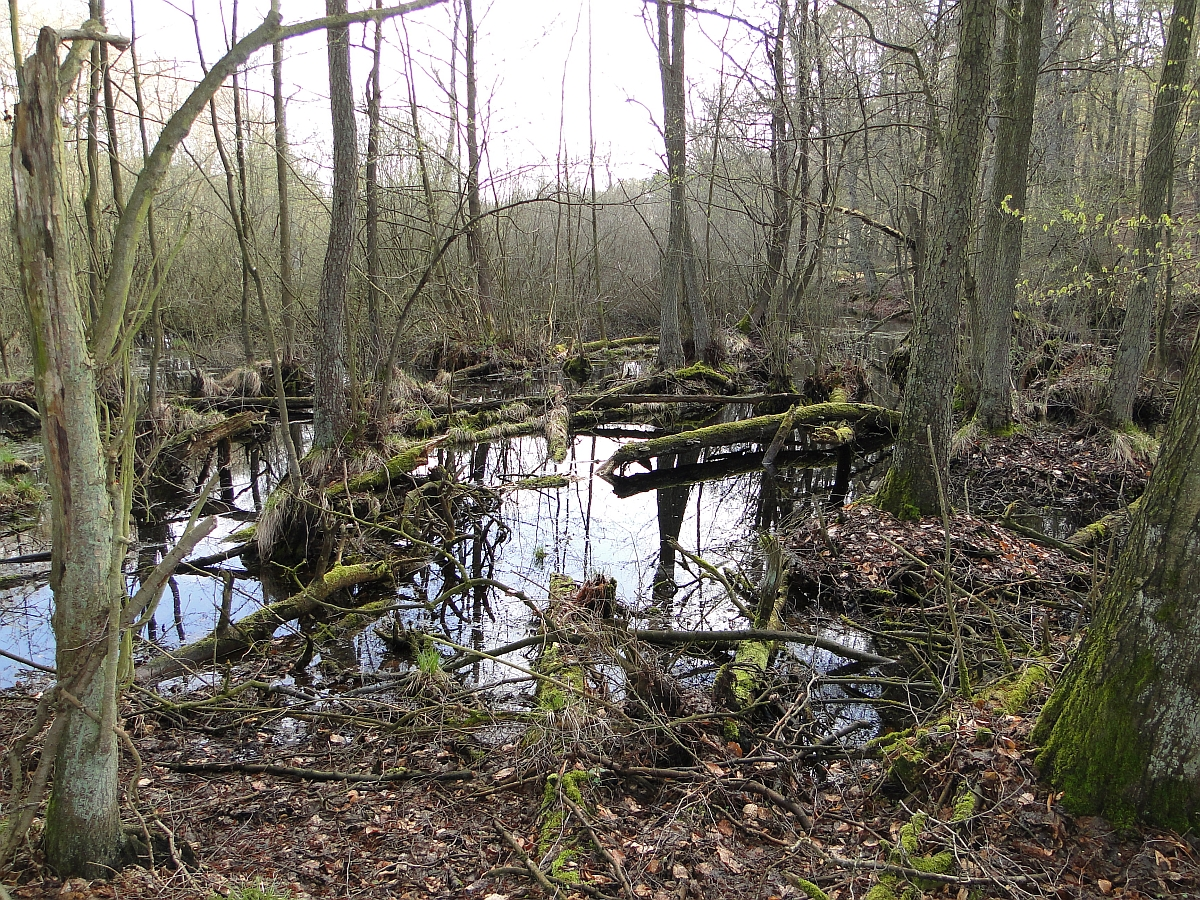
Erlenbruch

Das Naturschutzgebiet Gruber Forst ist ein 377 Hektar umfassendes Naturschutzgebiet in Mecklenburg-Vorpommern, das am 7. September 1990 ausgewiesen wurde. Es befindet sich südlich von Teterow, unweit östlich von Hohen Demzin und ist Bestandteil des Naturparks Mecklenburgische Schweiz und Kummerower See. Der namensgebende Ort Grube liegt mitten im Schutzgebiet.
Das Naturschutzgebiet ist Bestandteil des FFH-Gebietes Wald- und Kleingewässerlandschaft südlich von Teterow.
Geschützt wird ein Waldgebiet, das von feuchten Senken durchzogen ist. Der Gebietszustand wird als gut eingeschätzt. Altbaum-Bestände nördlich des Ortes Grube können sich ohne störende Nutzungseingriffe entwickeln. Die Grünlandflächen werden gefördert als naturschutzgerechte Grünlandnutzung. Ein Landweg führt nach Grube und ermöglicht Einblicke in die Flächen.

## Pflanzen- und Tierwelt
Eine Mischwald der von Rotbuche dominiert wird nimmt einen Großteil der Flächen ein. In Hanglagen findet sich die Gemeine Esche. Weiden und Erlen sind typische Baumarten auf feuchten Standorten. Im Westteil gibt es einen umfangreichen Erlenbruch. Ein weiterer Bruchwaldkomplex findet sich im Nordteil des Gebiets. Hervorhebenswerte Brutvögel im Gebiet sind Schreiadler, Wachtelkönig, Tüpfelralle, Rotschenkel, Wespenbussard, Kranich, Hohltaube, Wendehals, Mittelspecht, Neuntöter und Zwergtaucher. Siebenschläfer und Großer Abendsegler sind Vertreter der Säugetiere.